# Жапабаев, Каиржан
Каиржан Жапабаев (5 июня 1938 год, село Шакат, Павлодарская область, Казахская ССР, СССР — 4 января 1994 год, Павлодар, Казахстан) — авиационный техник Павлодарского аэропорта Казахского управления гражданской авиации Министерства гражданской авиации СССР, Казахская ССР. Герой Социалистического Труда (1980).

## Биография
Родился в 1938 году в крестьянской семье в селе Шакат. Окончил семилетнюю школу в родном селе. С 1954 года — грузчик на Павлодарской речной пристани, разнорабочий совхоза имени Камзина Аксуского района. В 1957—1960 годах служил в Советской Армии, после которой окончил школу младших авиационных специалистов. С 1964 года — авиамеханик, авиатехник по обслуживанию самолётов в Павлодарском аэропорту.
Досрочно выполнил задания Десятой пятилетки (1976—1980) и свои личные социалистические обязательства. Указом Президиума Верховного Совета СССР от 3 марта 1980 года за выдающиеся успехи, достигнутые во Всесоюзном социалистическом соревновании, проявленную трудовую доблесть в выполнении планов и социалистических обязательств по увеличению производства и продажи государству зерна и других продуктов земледелия удостоен звания Героя Социалистического Труда с вручением ордена Ленина и золотой медали «Серп и Молот».
После выхода на пенсию проживал в Павлодаре, где скончался в 1994 году.